# Amatola
Genre
Synonymes
- Cryptobunus Lawrence, 1931

Amatola est un genre d'opilions laniatores de la famille des Triaenonychidae.

## Distribution
Les espèces de ce genre sont endémiques d'Afrique du Sud.

## Liste des espèces
Selon World Catalogue of Opiliones (25/05/2021) :
- Amatola armata (Lawrence, 1938)
- Amatola dentifrons Lawrence, 1931
- Amatola durbanica (Lawrence, 1937)
- Amatola maritima (Lawrence, 1937)
- Amatola setifemur (Lawrence, 1931)
- Amatola unidentata (Lawrence, 1937)

## Publication originale
- Lawrence, 1931 : « The harvest-spiders (Opiliones) of South Africa. » Annals of the South African Museum, vol. 29, no 2, p. 341–508 (texte intégral).